# Каннский кинофестиваль 2018
71-й Каннский международный кинофестиваль проходил с 8 по 19 мая 2018 года. Жюри основного конкурса возглавляла австралийская актриса Кейт Бланшетт. В качестве фильма открытия была выбрана картина «Лабиринты прошлого» иранского кинорежиссёра Асгара Фархади. Главный приз Золотую пальмовую ветвь получил японский фильм «Магазинные воришки» режиссёра Хирокадзу Корээда.
На постере фестиваля изображены Жан-Поль Бельмондо и Анна Карина. Это кадр из фильма «Безумный Пьеро» (1965), режиссёр Жан-Люк Годар.

## Жюри

### Основной конкурс
- Кейт Бланшетт, актриса ( Австралия) — председатель[2]
- Чан Чэнь[англ.], актёр ( Китайская Республика)
- Ава Дюверней, режиссёр, сценарист, продюсер ( США)
- Робер Гедигян, режиссёр, сценарист, продюсер ( Франция)
- Хадья Нин[англ.], певица ( Бурунди)
- Леа Сейду, актриса и модель ( Франция)
- Кристен Стюарт, актриса ( США)
- Дени Вильнёв, режиссёр, сценарист ( Канада)
- Андрей Звягинцев, режиссёр ( Россия)

### Особый взгляд
- Бенисио Дель Торо, актёр ( Пуэрто-Рико) — председатель
- Кантемир Балагов, режиссёр ( Россия)
- Джули Хантсингер, исполнительный директор кинофестиваля в Теллурайде ( США)
- Аннмари Жакир, сценаристка и режиссёр ( Палестина)
- Виржини Ледуайен, актриса ( Франция)

### Синефондасьон и конкурс короткометражных фильмов
- Бертран Бонелло, кинорежиссёр, продюсер, сценарист, композитор ( Франция) — председатель
- Валеска Гризебах[нем.], режиссёр, сценаристка и продюсер ( Германия)
- Жоана Хаджитомас[англ.] и Халиль Жорейге[англ.], кинематографист и актёр ( Ливан)
- Аланте Каваите, режиссёр и сценаристка ( Франция,  Литва)
- Ариана Лабед, актриса ( Франция)

### Золотая камера
- Урсула Майер, режиссёр, сценарист, актриса ( Швейцария) — председатель
- Мари Амашукели[фр.], режиссёр ( Франция)
- Ирис Бре, режиссёр, писательница и кинокритик ( Франция,  США)
- Сильвен Фаж, президент компании дубляжа и постпроизводства Cinéphase ( Франция)
- Жанна Лапуари, кинооператор ( Франция)
- Арно и Жан-Мари Ларье, кинорежиссёры ( Франция)

### Неделя критики
- Йоаким Триер, режиссёр, сценарист ( Норвегия) — председатель
- Науэль Перес Бискаярт, актёр ( Аргентина)
- Эва Санджорджи, директор Венского фестиваля ( Италия)
- Хлоя Севиньи, актриса ( США)
- Огюстен Трапенар[фр.], журналист и литературный критик ( Франция)

### Золотой глаз
- Эмманюэль Финкель, режиссёр ( Франция)
- Ким Лонджинотто[англ.], режиссёр ( Великобритания)
- Лолита Шамма[фр.], актриса ( Франция)
- Изабель Данель[фр.], критик ( Франция)
- Пол Стурц, режиссёр фестиваля ( США)

### Queer Palm
- Сильвия Пялат[фр.] (председатель жюри), продюсер ( Франция)
- Пепе Руилоба, организатор и координатор премии «Маги»  фестиваля в Гвадалахаре[англ.] ( Мексика)
- Дуня Сычёва[фр.], актриса, монтажёр и продюсер ( Франция)
- Морган Симон[фр.], режиссёр ( Франция)
- Бойд Ван Хей, журналист  Нидерланды

## Официальная программа
| Победители выделены отдельным цветом. |

### Основной конкурс
В основной конкурс отобраны следующие фильмы:
| Русское название               | Оригинальное название                                              | Режиссёр(ы)          | Страна             |
| ------------------------------ | ------------------------------------------------------------------ | -------------------- | ------------------ |
| На войне                       | At War (En Guerre)                                                 | Стефан Бризе         | Франция            |
| Асако 1 и 2                    | Asako I & II (寝ても覚めても / Netemo Sametemo )                   | Рюсукэ Хамагути      | Япония             |
| Пепельный — самый чистый белый | Ash Is Purest White (江湖儿女 / Jiang hu er nv)                    | Цзя Чжанкэ           | Китай              |
| Пылающий                       | Burning (버닝 / Beoning)                                           | Ли Чхан Дон          | Республика Корея   |
| Капернаум                      | Capernaum (كفرناحوم / Cafarnaúm)                                   | Надин Лабаки         | Ливан              |
| Чёрный клановец                | BlacKkKlansman                                                     | Ли, Спайк            | США                |
| Холодная война                 | Cold War (Zimna wojna)                                             | Павел Павликовский   | Польша             |
| Догмэн                         | Dogman                                                             | Маттео Гарроне       | Италия             |
| Лабиринты прошлого             | Everybody Knows (Todos lo saben)                                   | Асгар Фархади        | Испания            |
| Дочери солнца                  | Girls of the Sun (Les filles du soleil)                            | Эва Юссон            | Франция            |
| Счастливый Лазарь              | Lazzaro felice                                                     | Рорвахер, Аличе      | Италия             |
| Образ и речь                   | Le Livre d’image                                                   | Жан-Люк Годар        | Франция, Швейцария |
| Нож в сердце                   | Knife+Heart (Un Couteau Dans Le Cœur)                              | Ян Гонсалес          | Франция            |
| Айка                           | Айка, международное название — Мой маленький (англ. My Little One) | Сергей Дворцевой     | Россия             |
| Магазинные воришки             | Shoplifters (万引き家族 / Manbiki kazoku)                          | Хирокадзу Корээда    | Япония             |
| Прости, ангел                  | Sorry Angel (Plaire, aimer et courir vite)                         | Кристоф Оноре        | Франция            |
| Лето                           |                                                                    | Кирилл Серебренников | Россия             |
| Три лица                       | Three Faces (سه چهره)                                              | Джафар Панахи        | Иран               |
| Под Сильвер-Лэйк               | Under the Silver Lake                                              | Дэвид Роберт Митчелл | США                |
| Дикая груша                    | Ahlat Ağacı                                                        | Нури Бильге Джейлан  | Турция             |
| Судный день                    | Yomeddine (в конкурсе «Золотая камера»)                            | Абу Бакр Шоуки       | Египет             |

### Вне конкурса
| Русское название                  | Оригинальное название                           | Режиссёр(ы)    | Страна         |
| --------------------------------- | ----------------------------------------------- | -------------- | -------------- |
| Хан Соло. Звёздные войны: Истории | Solo: A Star Wars Story                         | Рон Ховард     | США            |
| Непотопляемые                     | Le Grand Bain                                   | Жиль Лелуш     | Франция        |
| Дом, который построил Джек        | The House that Jack Built                       | Ларс фон Триер | Дания          |
| Человек, который убил Дон Кихота  | The Man Who Killed Don Quixote (фильм закрытия) | Терри Гиллиам  | Великобритания |

### Полуночные просмотры
| Русское название             | Оригинальное название                | Режиссёр(ы)      | Страна           |
| ---------------------------- | ------------------------------------ | ---------------- | ---------------- |
| 451 градус по Фаренгейту     | Fahrenheit 451                       | Рамин Бахрани    | США              |
| Уитни                        | Whitney (в конкурсе Queer Palm)      | Кевин Макдональд | Великобритания   |
| Затерянные во льдах          | Arctic (в конкурсе «Золотая камера») | Джо Пенна        | Исландия         |
| Шпион, исчезнувший на севере | The Spy Gone North (Gongjack)        | Ён Чон Бин       | Республика Корея |

### Специальные просмотры
| Русское название                    | Оригинальное название                    | Режиссёр(ы)                                                                                        | Страна                          |
| ----------------------------------- | ---------------------------------------- | -------------------------------------------------------------------------------------------------- | ------------------------------- |
| 10 лет в Таиланде                   | สิบปีในประเทศไทย / S̄ib pī nı pratheṣ̄thịy   | Адитья Ассарат, Визит Сасанатьенг, Чулаярнон Срифол (Chulayarnon Sriphol) и Апичатпонг Вирасетакул | Таиланд                         |
| Государство против Манделы и других | The State Against Mandela and the others | Николя Шампё (Nicolas Champeaux) и Жиль Порт                                                       | Франция                         |
| Переправа                           | La Traversée                             | Ромен Гупиль и Даниэль Кон-Бендит                                                                  | Франция                         |
| Ещё один день жизни                 | Another Day of Life                      | Дамиан Ненов (Damian Nenow) и Рауль де ла Фуэнте (Raul de la Fuente)                               | Польша                          |
| Свободен (На четырёх ветрах)        | Libre (To the Four Winds)                | Мишель Тоэска                                                                                      | Франция                         |
| Мёртвые души                        | Les Âmes mortes (Dead Souls)             | Ван Бин                                                                                            | Китай                           |
| Папа Франциск. Человек слова        | Pope Francis — A Man of his World        | Вим Вендерс                                                                                        | Германия                        |
| Шоу Мистико                         | O Grande Circo Místico                   | Карлус Диегис                                                                                      | Бразилия · Португалия · Франция |

### Конкурс короткометражных фильмов
| Русское название | Оригинальное название | Режиссёр(ы)                                                                 | Страна    |
| ---------------- | --------------------- | --------------------------------------------------------------------------- | --------- |
| Габриэль         | Gabriel               | Oren Gerner                                                                 | Франция   |
| Приговор         | Judgement             | Raymund Ribay Gutierrez                                                     | Филиппины |
| Каролина         | Caroline              | Celine Held, Logan George                                                   | США       |
| Тень             | Ombre (Tariki)        | Saeed Jafarian                                                              | Иран      |
| III              | III                   | Marta Pajek                                                                 | Польша    |
| Duality          | Duality               | Масахико Сато, Genki Kawamura, Yutaro Seki, Masayuki Toyota, Kentaro Hirase | Япония    |
| На границе       | On the border         | Wei Shujun                                                                  | Китай     |
| Все эти создания | Toutes ces créatures  | Чарльз Вильям (Charles William)                                             | Австралия |

### «Особый взгляд»
В номинацию отобраны:
| Русское название                     | Оригинальное название                                           | Режиссёр(ы)                                             | Страна                                              |
| ------------------------------------ | --------------------------------------------------------------- | ------------------------------------------------------- | --------------------------------------------------- |
| Ангел                                | El Ángel (в конкурсе «Золотая камера»)                          | Луис Ортега                                             | Аргентина, Испания                                  |
| Ангельская рожа                      | Gueule d’ange (в конкурсе «Золотая камера»)                     | Ванесса Фильо (Vanessa Filho)                           | Франция                                             |
| На границе миров                     | Gräns                                                           | Али Аббаси                                              | Швеция, Дания                                       |
| Дождь есть пение в деревне мертвецов | The Dead and the Others (Chuva é Cantoria na Aldeia dos Mortos) | Жуан Салавиза, Рене Надер Мессора (Renée Nader Messora) | Португалия                                          |
| Умри, чудовище, умри                 | Die, Monster, Die (Muere, Monstruo, Muere)                      | Алехандро Фадель (Alejandro Fadel)                      | Аргентина                                           |
| Донбасс                              | Донбас (фильм открытия)                                         | Сергей Лозница                                          | Украина · Германия · Франция · Нидерланды · Румыния |
| Эйфория                              | Euforia                                                         | Валерия Голино                                          | Италия                                              |
| Друг                                 | Friend (Rafiki)                                                 | Ванури Кахиу                                            | Кения                                               |
| Ласковое безразличие мира            | The Gentle Indifference of the World                            | Адильхан Ержанов (Adilkhan Yerzhanov)                   | Казахстан, Франция                                  |
| Девочка                              | Girl (в конкурсах «Золотая камера» и Queer Palm)                | Лукас Донт                                              | Бельгия                                             |
| Жнецы                                | Die Stropers (в конкурсе «Золотая камера»)                      | Этьен Каллос (Etienne Kallos)                           | ЮАР, Франция                                        |
| В моей комнате                       | In My Room                                                      | Ульрих Кёлер                                            | Германия, Италия                                    |
| Щекотка                              | Les Chatouilles (в конкурсе «Золотая камера»)                   | Андреа Бескон, Эрик Метайе                              | Франция                                             |
| Долгий день уходит в ночь            | Long Day’s Journey into Night (Di Qiu Zui Hou De Ye Wan)        | Би Гань                                                 | Китай                                               |
| Манто                                | Manto                                                           | Нандита Дас                                             | Индия                                               |
| Моя любимая ткань                    | Mon tissu préféré (в конкурсе «Золотая камера»)                 | Гая Жижи (Gaya Jiji)                                    | Франция, Германия, Турция                           |
| На колени, парни                     | Sextape (À genoux les gars)                                     | Антуан Дезрозье                                         | Франция                                             |
| София                                | Sofia (в конкурсе «Золотая камера»)                             | Meryem Benm’Barek-Aloïsi                                | Марокко                                             |

### Синефондасьон
| Название                      | Оригинальное название                | Режиссёр                                                                                         | Учебное заведение                                                                   | Страна         |
| ----------------------------- | ------------------------------------ | ------------------------------------------------------------------------------------------------ | ----------------------------------------------------------------------------------- | -------------- |
| Резиновый дельфин             | Dolfin Megumi                        | Ori Aharon                                                                                       | Школа кино и телевидения имени Стива Тиша (Steve Tisch School of Film & Television) | Израиль        |
| Конец сезона                  | End of Season                        | Zhannat Alshanova                                                                                | Лондонская школа кино                                                               | Великобритания |
| Досуг моряка                  | Sailor’s Delight                     | Louise Aubertin, Éloïse Girard, Marine Meneyrol, Jonas Ritter, Loucas Rongeart, Amandine Thomoux | Высшая школа аудиовизуальной режиссуры                                              | Франция        |
| Неодушевлённый                | Inanimate                            | Lucia Bulgheroni                                                                                 | Национальная школа кино и телевидения                                               | Великобритания |
|                               | El Verano del Léon Eléctrico         | Diego Céspedes                                                                                   | Чилийский университет                                                               | Чили           |
| Пальмы и линии электропередач | Palm Trees and Power Lines           | Jamie Dack                                                                                       | Школа искусств имени Тиша                                                           | США            |
| Бури в нашей душе             | Dong wu xiong meng                   | Di Shen                                                                                          | Шанхайская театральная академия (Shanghai Theatre Academy)                          | Китай          |
| Частица драмы                 | Fragment de drame                    | Laura Garcia                                                                                     | Ля Феми                                                                             | Франция        |
| Пять минут на улице           | Cinco minutos afuera                 | Constanza Gatti                                                                                  | Университет кино                                                                    | Аргентина      |
| Время Гектора                 | Los tiempos de Héctor                | Ariel Gutiérrez                                                                                  | Кинематографический учебный центр                                                   | Мексика        |
|                               | Dots                                 | Eryk Lenartowicz                                                                                 | Вещательная сеть Американских вооружённых сил                                       | Австралия      |
|                               | Inny                                 | Marta Magnuska                                                                                   | Киношкола в Лодзи                                                                   | Польша         |
| Синее и красное поровну       | Albastru si Rosu, in Proportii Egale | Georgiana Moldoveanu                                                                             | Национальный университет театра и кино «И. Л. Караджале»                            | Румыния        |
| Так на Земле                  | Così in Terra                        | Пьер Лоренцо Пизано (Pier Lorenzo Pisano)                                                        | Экспериментальный киноцентр                                                         | Италия         |
| Календарь                     |                                      | Игорь Поплаухин                                                                                  | Московская школа нового кино                                                        | Россия         |
|                               | Mesle bache Adam                     | Arian Vazirdaftari                                                                               | Тегеранский университет драматических искусств                                      | Иран           |
| Я — моя собственная мать      | I am my Own Mother                   | Andrew Zox                                                                                       | Университет штата Калифорния в Сан-Франциско                                        | США            |

### Каннская классика
| Русское название              | Оригинальное название                     | Режиссёр(ы)          | Страна        |
| ----------------------------- | ----------------------------------------- | -------------------- | ------------- |
| Кафе «Багдад»                 | Bagdad Café (Out of Rosenheim)            | Перси Адлон          | Германия, США |
| Голубая бездна                | Le Grand Bleu                             | Люк Бессон           | Франция       |
| Шофёр мисс Дэйзи              | Driving Miss Daisy                        | Брюс Бересфорд       | США           |
| Седьмая печать                | Det sjunde inseglet                       | Ингмар Бергман       | Швеция        |
| Война и мир                   |                                           | Сергей Бондарчук     | СССР          |
| Судьба мудреца                | المصير                                    | Юсеф Шахин           | Египет        |
| Специалисты                   | Gli specialisti                           | Серджо Корбуччи      | Италия        |
| Биение сердца                 | Battement de cœur                         | Анри Декуэн          | Франция       |
| Похитители велосипедов        | Ladri di biciclette                       | Витторио Де Сика     | Италия        |
| Приходи и работай             | Fad’jal                                   | Сафи Фай             | Сенегал       |
| Энаморада                     | Enamorada                                 | Эмилио Фернандес     | Мексика       |
| Головокружение                | Vertigo                                   | Альфред Хичкок       | США           |
| Четыре белые рубашки          | Cetri balti krekli                        | Роланд Калныньш      | Латвия        |
| Удар за удар                  | Coup pour coup                            | Марин Кармиц         | Франция       |
| Бриолин                       | Grease                                    | Рэндал Клайзер       | США           |
| Космическая одиссея 2001 года | 2001: A Space Odyssey                     | Стэнли Кубрик        | США           |
| Гиены                         | Hyènes                                    | Джибрил Диоп-Мамбети | Сенегал       |
| Алмазы ночи                   | Démanty noci                              | Ян Немец             | Чехословакия  |
| Пятеро и кожа                 | Cinq et la peau                           | Пьер Риссьен         | Франция       |
| Сирано де Бержерак            | Cyrano de Bergerac                        | Жан-Поль Раппно      | Франция       |
| Монахиня                      | Suzanne Simonin, la Religieuse de Diderot | Жак Риветт           | Франция       |
| Остров любви                  | A Ilha dos Amores                         | Паулу Роша           | Португалия    |
| Жуан и нож                    | A Faca e o Rio (João and the Knife)       | Джордж Слёйзер       | Нидерланды    |
| Час огней                     | La hora de los hornos                     | Фернандо Соланас     | Аргентина     |
| Одна поёт, другая нет         | L’une chante, l’autre pas                 | Аньес Варда          | Франция       |
| Квартира                      | The Apartment                             | Билли Уайлдер        | США           |

#### Конкурс документальных фильмов
| Русское название                                        | Оригинальное название                                | Режиссёр(ы)               | Страна         |
| ------------------------------------------------------- | ---------------------------------------------------- | ------------------------- | -------------- |
| Глаза Орсона Уэллса                                     | The Eyes of Orson Welles                             | Марк Казинс               | Великобритания |
| Будь естественным: Нерассказанная история Алис Ги-Блаше | Be Natural: The Untold Story of Alice Guy-Blaché     | Памела Б. Грин            | США            |
| Джейн Фонда в пяти актах                                | Jane Fonda in Five Acts                              | Сьюзан Лейси (Susan Lacy) | США            |
| Бергман                                                 | Bergman — A Year in Life (Bergman — ett år, ett liv) | Яне Магнуссон             | Швеция         |
| В поисках Ингмара Бергмана                              | Searching for Ingmar Bergman                         | Маргарета фон Тротта      | Германия       |

## Двухнедельник режиссёров

### Полнометражные фильмы
| Русское название     | Оригинальное название                                   | Режиссёр(ы)                  | Страна    |
| -------------------- | ------------------------------------------------------- | ---------------------------- | --------- |
| Амин                 | Amin                                                    | Фокон, Филипп                | Франция   |
| Кармен и Лола        | Carmen y Lola (в конкурсах Золотая камера и Queer Palm) | Аранча Эчеварриа             | Испания   |
| Экстаз               | Climax                                                  | Гаспар Ноэ                   | Франция   |
| Купи мне револьвер   | Buy me a Gun (Cómprame un revolver)                     | Хулио Эрнандес Кордон        | Мексика   |
| Край света           | Les Confins du monde                                    | Гийом Никлу                  | Франция   |
|                      | The Snatch Thief (El Motoarrebatador)                   | Agustín Toscano              | Аргентина |
| Свободен!            | En liberté !                                            | Сальвадори, Пьер             | Франция   |
| Игроки               | Joueurs (в конкурсе Золотая камера)                     | Marie Monge                  | Франция   |
| Не оставляй следов   | Leave No Trace                                          | Дебра Граник                 | США       |
| Молчание             | Los silencios                                           | Beatriz Seigner              | Бразилия  |
|                      | The Pluto Moment (冥王星時刻, Ming wang xing shi ke)    | Ming Xhang                   | Китай     |
| Мэнди                | Mandy                                                   | Панос Косматос               | США       |
| Мирай из будущего    | 未来のミライ(Mirai no Mirai)                            | Мамору Хосода                | Япония    |
| Мир принадлежит тебе | Le Monde est à toi                                      | Ромен Гаврас                 | Франция   |
| Птицы летом          | Pájaros de verano (фильм открытия)                      | Сиро Герра, Кристина Гальего | Колумбия  |
| Петра                | Petra                                                   | Хайме Росалес                | Испания   |
| Дорога Самоуни       | La strada dei Samouni                                   | Stefano Savona               | Италия    |
| Дорога               | Teret                                                   | Огниен Главонич              | Сербия    |
|                      | Troppa Grazia (фильм закрытия)                          | Джанни Дзанази               | Италия    |
| Дорогой сын          | ولدي, Weldi                                             | Мохаммед Бен Аттиа           | Тунис     |

### Короткометражные фильмы
| Русское название          | Оригинальное название       | Режиссёр(ы)                            | Страна   |
| ------------------------- | --------------------------- | -------------------------------------- | -------- |
| Басы                      | Basses                      | Феликс Имбер (Félix Imbert)            | Франция  |
| Этот замечательный пирог! | Ce magnifique gâteau !      | Emma De Swaef, Marc Roels              | Бельгия  |
| Песня                     | La Chanson                  | Tiphaine Raffier                       | Франция  |
| Борьба                    | La Lotta                    | Беллоккьо, Марко                       | Италия   |
|                           | Las Cruces                  | Nicolas Boone                          | Франция  |
| Ночь пластиковых мешков   | La Nuit des sacs plastiques | Габриэль Арель (Gabriel Harel)         | Франция  |
| Сирота                    | O órfão                     | Каролина Маркович (Carolina Markowicz) | Бразилия |
| Наша боевая песнь         | Our Song to War             | Хуанита Онсага (Juanita Onzaga)        | Колумбия |
| Прогул                    | Skip Day                    | Patrick Bresnan, Ivete Lucas           | США      |
| Сюжет                     | Le Sujet                    | Patrick Bouchard                       | Канада   |

## Неделя критики

### Полнометражные фильмы
| Русское название | Оригинальное название                                 | Режиссёр(ы)                      | Страна                   |
| ---------------- | ----------------------------------------------------- | -------------------------------- | ------------------------ |
| Крис Швейцарский | Chris the Swiss (в конкурсе «Золотая камера»)         | Аня Кофмель                      | Швейцария                |
| Диамантину       | Diamantino (в конкурсе «Золотая камера» и Queer Palm) | Габриэль Абрантеш, Даниэль Шмидт | Португалия               |
| Один день        | One Day (Egy Nap) (в конкурсе «Золотая камера»)       | Жофия Силадьи                    | Венгрия                  |
| Фуга             | Fuga                                                  | Агнешка Смочиньска               | Польша                   |
| Женщина на войне | Woman at War (Kona fer í stríð)                       | Бенедикт Эрлингссон              | Исландия Украина Франция |
| Дикий            | Sauvage (в конкурсе «Золотая камера» и Queer Palm)    | Камиль Видаль-Наке               | Франция                  |
| Сэр              | Sir (в конкурсе «Золотая камера»)                     | Рохена Гера                      | Индия                    |

### Короткометражные фильмы
| Русское название                 | Оригинальное название                                                                | Режиссёр(ы)       | Страна           |
| -------------------------------- | ------------------------------------------------------------------------------------ | ----------------- | ---------------- |
| Любовь, новая улица              | Amor, Avenidas Novas                                                                 | Дуарте Коимбра    | Португалия       |
| Гектор Мало: последний день года | Hector Malo : The Last Day of the Year (Ektoras Malo : I Teleftea Mera Tis Chronias) | Жаклин Ленцу      | Греция           |
| Примерный гражданин              | Exemplary Citizen (Mo-Bum-Shi-Min)                                                   | Ким Чхоль-хви     | Республика Корея |
|                                  | Pauline asservie                                                                     | Шарлин Буржуа-Так | Франция          |
| Настойчивый                      | La Persistente                                                                       | Камилль Луган     | Франция          |
| Хищник                           | Rapace (Rapaz)                                                                       | Фелипе Гальвес    | Чили             |
| Вор                              | Schächer                                                                             | Флурин Гигер      | Швейцария        |
| Тигр                             | The Tiger (Tiikeri)                                                                  | Микко Мюллюлахти  | Финляндия        |
| День свадьбы                     | Un jour de mariage                                                                   | Эльяс Белькеддар  | Алжир            |
| Я нормальный                     |                                                                                      | Михаил Бородин    | Россия           |

### Специальные просмотры

#### Полнометражные фильмы
| Русское название | Оригинальное название                                            | Режиссёр(ы)         | Страна  |
| ---------------- | ---------------------------------------------------------------- | ------------------- | ------- |
| Дикая жизнь      | Wildlife (фильм открытия, участвует в конкурсе «Золотая камера») | Дано, Пол           | США     |
| Наши битвы       | Nos Batailles                                                    | Гийом Сенез         | Бельгия |
| Шахерезада       | Shéhérazade (в конкурсе «Золотая камера» и Queer Palm)           | Jean-Bernard Marlin | Франция |
| Ги               | Guy (фильм закрытия)                                             | Алекс Лютц          | Франция |

#### Короткометражные фильмы
| Русское название   | Оригинальное название | Режиссёр(ы)     | Страна  |
| ------------------ | --------------------- | --------------- | ------- |
| Падение            | La Chute              | Борис Лаббе     | Франция |
| Третья степень     | Third Kind            | Йоргос Зоис     | Греция  |
| После Апокалипсиса | Ultra Pulpe           | Бертран Мандико | Франция |

## Ассоциация за независимое кино и его распространение
17 апреля 2018 года список участников своего конкурса опубликовала ACID:
| Русское название          | Оригинальное название                           | Режиссёр(ы)                                                | Страна       |
| ------------------------- | ----------------------------------------------- | ---------------------------------------------------------- | ------------ |
| Встань, любовь            | L’amour debout (в конкурсе Queer Palm)          | Мишель Дашо (Michaël Dacheux)                              | Франция      |
| Так себе зима             |                                                 | Ольга Коротко                                              | Казахстан    |
|                           | Cassandro the Exotico ! (в конкурсе Queer Palm) | Мари Лозье (Marie Losier)                                  | Франция      |
| В ужасных джунглях        | Dans la terrible jungle                         | Каролин Капель (Caroline Capelle), Омблин Ре (Ombline Rey) | Франция      |
| Что-то происходит         | Il se passe quelque chose                       | Анн Аликс (Anne Alix)                                      | Франция      |
| Только на моей свадьбе    | Seule à mon mariage                             | Марта Бергман (Marta Bergman)                              | Бельгия      |
| Дорога грома              | Thunder Road                                    | Каммингс, Джим                                             | США          |
| Страстное желание счастья | Un violent désir de Bonheur                     | Клемент Шнейдер (Clément Schneider)                        | Франция      |
| Мы койоты                 | Nous les Coyotes (We the Coyotes)               | Анна Ладуль (Hanna Ladoul), Марко Ла Виа (Marco La Via)    | Франция, США |

## Награды

### Официальная программа

#### Основной конкурс
- «Золотая пальмовая ветвь» — «Магазинные воришки» (Shoplifters), реж. Хирокадзу Корээда (Япония)
- Специальная «Золотая пальмовая ветвь» — «Образ и речь» (Le Livre d’image), реж. Жан-Люк Годар (Швейцария)
- Гран-при — «BlacKkKlansman», реж. Спайк Ли (США)
- Лучший режиссёр — Павел Павликовский за «Холодную войну» (Cold War) (Польша)
- Лучший сценарий (два победителя):
  - Аличе Рорвахер за «Счастливого Лазаря» (Lazzaro felice) (Италия)
  - Джафар Панахи и Надер Саевар за «Три лица» (Three Faces) (Иран)
- Лучшая женская роль — Самал Еслямова за «Айка» (Казахстан)
- Лучшая мужская роль — Марчелло Фонте за «Догмэн» (Италия)
- Приз жюри — «Капернаум» (Capernaum), реж. Надин Лабаки (Ливан)

#### Особый взгляд
| Награда                            | Победитель | Страна               |
| ---------------------------------- | --- | -------------------- |
| Премия «Особый взгляд»             | На границе миров (Gräns) Али Аббаси                                                                               | Иран, Швеция         |
| Приз жюри                          | Дождь — это песня в деревне мертвецов (Chuva é cantoria na aldeia dos mortos) Жоао Салавиза и Рене Надера Мессоры | Португалия, Бразилия |
| Приз за лучшую роль                | Виктор Полстер за фильм «Девочка» (Girl)                                                                          | Бельгия              |
| Приз за лучшую режиссерскую работу | Сергей Лозница за фильм Донбасс (Донбас)                                                                          | Украина              |
| Приз за сценарий                   | Мерьем Бенм'Барек за фильм «София» (Sofia)                                                                        | Марокко              |

#### Синефондасьон
| Награда    | Победитель                                                              | Учебное заведение                                                 |
| ---------- | ----------------------------------------------------------------------- | ----------------------------------------------------------------- |
| 1-я премия | Лето электрического льва (El Verano del Léon Eléctrico) Диего Сеспедеса | Чилийский университет, Чили                                       |
| 2-я премия | Календарь Игоря Поплаухина                                              | Московская школа нового кино, Россия                              |
| 2-я премия | Бури в нашей крови (Dong wu xiong meng) Ди Шена                         | Шанхайская театральная академия (Shanghai Theatre Academy), Китай |
| 3-я премия | Неодушевлённый (Inanimate) Люсии Булгерони                              | Национальная школа кино и телевидения, Великобритания             |

### Золотая камера
- «Девочка» (Girl), реж. Лукас Донт ( Бельгия)

### Двухнедельник режиссёров
| Награда                                              | Победитель                                      | Страна  |
| ---------------------------------------------------- | ----------------------------------------------- | ------- |
| Награда арт-хаусного кино (CICAE)                    | Экстаз (Climax) Гаспара Ноэ                     | Франция |
| Приз Общества драматургов и театральных композиторов | Свободен! (En liberté !) Пьера Сальвадори       | Франция |
| Приз Label Europa Cinemas                            | Troppa Grazia Джанни Дзанази                    | Италия  |
| Приз Илли за короткометражный фильм                  | Прогул (Skip Day) Патрика Бреснана и Ивет Лукас | США     |
| Золотая карета                                       | Мартин Скорсезе                                 | США     |

### Неделя критики
| Награда                                              | Победитель                                                                                  | Страна                   |
| ---------------------------------------------------- | ------------------------------------------------------------------------------------------- | ------------------------ |
| Гран-при недели критики                              | Диамантину Габриэля Абрантеша и Даниэля Шмидта                                              | Португалия               |
| Приз Louis Roederer за откровение                    | Феликс Марито за фильм «Дикий» (Sauvage) Камиля Видаль-Накета                               | Франция                  |
| Приз Общества драматургов и театральных композиторов | Женщина на войне (Kona fer í stríð) Бенедикта Эрлингссона                                   | Исландия Украина Франция |
| Помощь Fondation Gan в дистрибуции                   | Сэр (Sir) Рохены Гера                                                                       | Индия                    |
| Приз «Открытие» Leica Cine за короткометражный фильм | Гектор Мало: последний день года (Ektoras Malo : I Teleftea Mera Tis Chronias) Жаклин Ленцу | Греция                   |
| Приз Canal+ за короткометражный фильм                | День свадьбы (Un jour de mariage) Элии Белкеддара                                           | Алжир                    |

### Независимые награды
| Награда                                 | Награда                                     | Победитель                                                   | Страна           |
| --------------------------------------- | ------------------------------------------- | ------------------------------------------------------------ | ---------------- |
| Приз ФИПРЕССИ                           | Основной конкурс                            | «Пылающий» (버닝, Beoning), реж. Ли Чхан Дон                 | Республика Корея |
| Приз ФИПРЕССИ                           | Особый взгляд                               | «Девочка» (Girl) Лукаса Донта                                | Бельгия          |
| Приз ФИПРЕССИ                           | Неделя критики                              | Один день (Egy Nap) Софии Шиляги                             | Венгрия          |
| Приз экуменического жюри                | Основной конкурс                            | Капернаум (كفرناحوم, Cafarnaúm), реж. Надин Лабаки           | Ливан            |
| Приз экуменического жюри                | Специальное упоминание                      | BlacKkKlansman Спайка Ли                                     | США              |
| Золотой глаз                            | Приз «Золотой глаз»                         | Дорога Самоуни (La strada dei Samouni) Стефано Савоны        | Италия           |
| Золотой глаз                            | Специальное упоминание                      | «Свободен» (Libre) Мишеля Теска                              | Франция          |
| Золотой глаз                            | Специальное упоминание                      | Глаза Орсона Уэллса (The Eyes of Orson Welles) Марка Казинса | Великобритания   |
| Queer Palm                              | Queer Palm (единогласно)                    | «Девочка» (Girl) Лукаса Донта                                | Бельгия          |
| Queer Palm                              | Queer Palm Hornet за короткометражный фильм | Сирота (O órfão) Каролины Марковиц                           | Бразилия         |
| Cannes Soundtrack Award                 | Cannes Soundtrack Award                     | Роман Билык и Герман Осипов за фильм Лето                    | Россия           |
| Palme Dog                               | Palme Dog                                   | За целостность «собачьего» кастинга — фильм «Догмэн»         | Италия           |
| Palme Dog                               | Гран-при жюри                               | Воображаемый пекинес — фильм Диамантину                      | Португалия       |
| Trophée Chopard                         | Открытие года (актриса)                     | Элизабет Дебики                                              | Австралия        |
| Trophée Chopard                         | Открытие года (актёр)                       | Джо Элвин                                                    | США              |
| Лучшие фильмы по мнению журналов о кино | Le Film français                            | Лето Кирилла Серебренникова                                  | Россия           |
| Лучшие фильмы по мнению журналов о кино | Screen International                        | Пылающий (버닝, Beoning) Ли Чхан Дона                        | Республика Корея |